# Medica
Medica (medena rakija, medovača, liker od meda, medenica, medovica) alkoholno je piće poznato još starim Rimljanima.
Karakterizira je blag i sladak okus. Tradicionalno je piće u Istri; medenica, biska i ruda poznate su kao istarske rakije.